# Lepidopus caudatus
Lepidopus caudatus, conosciuto comunemente come pesce sciabola, spatola o pesce bandiera, è un pesce d'acqua salata appartenente alla famiglia Trichiuridae.

## Distribuzione e habitat
Il pesce sciabola è diffuso nel Mar Mediterraneo (prevalentemente la zona occidentale), nella costa atlantica orientale (dall'Islanda al Sudafrica) e nell'indo-pacifico, pressoché ovunque. Vive nelle acque costiere fino alla discesa della piattaforma continentale negli abissi, da -40 a -620 m di profondità, soprattutto su fondali fangosi.

## Pericolosità per l'uomo
Il pesce sciabola è quasi sempre infestato dal parassita Anisakis, per cui è importantissimo cuocerne le carni molto bene, prima di consumarlo, per evitare eventuali passaggi del parassita vivo nel corpo umano e il possibile sviluppo di anisakidosi umana.

## Descrizione

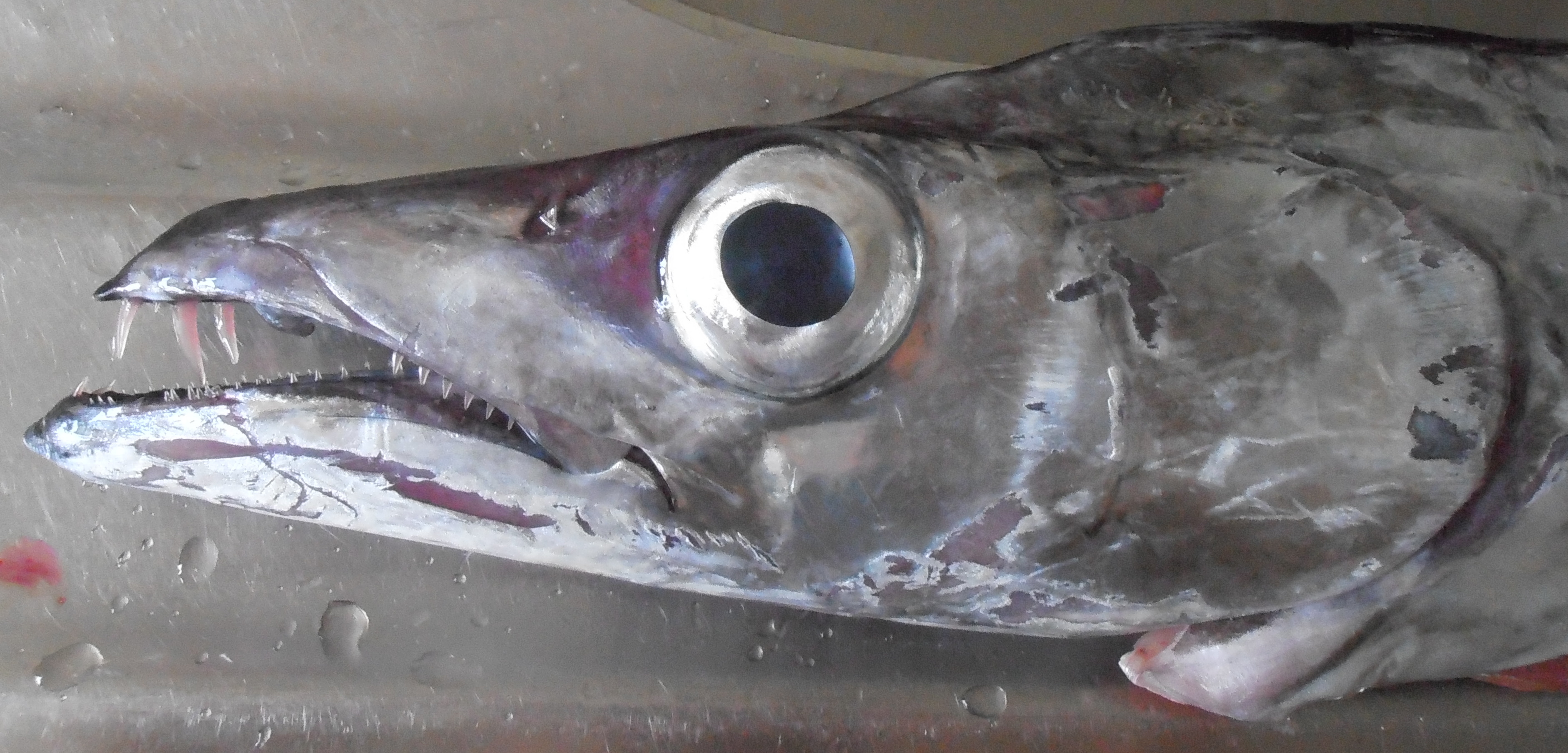
Testa di pesce sciabola

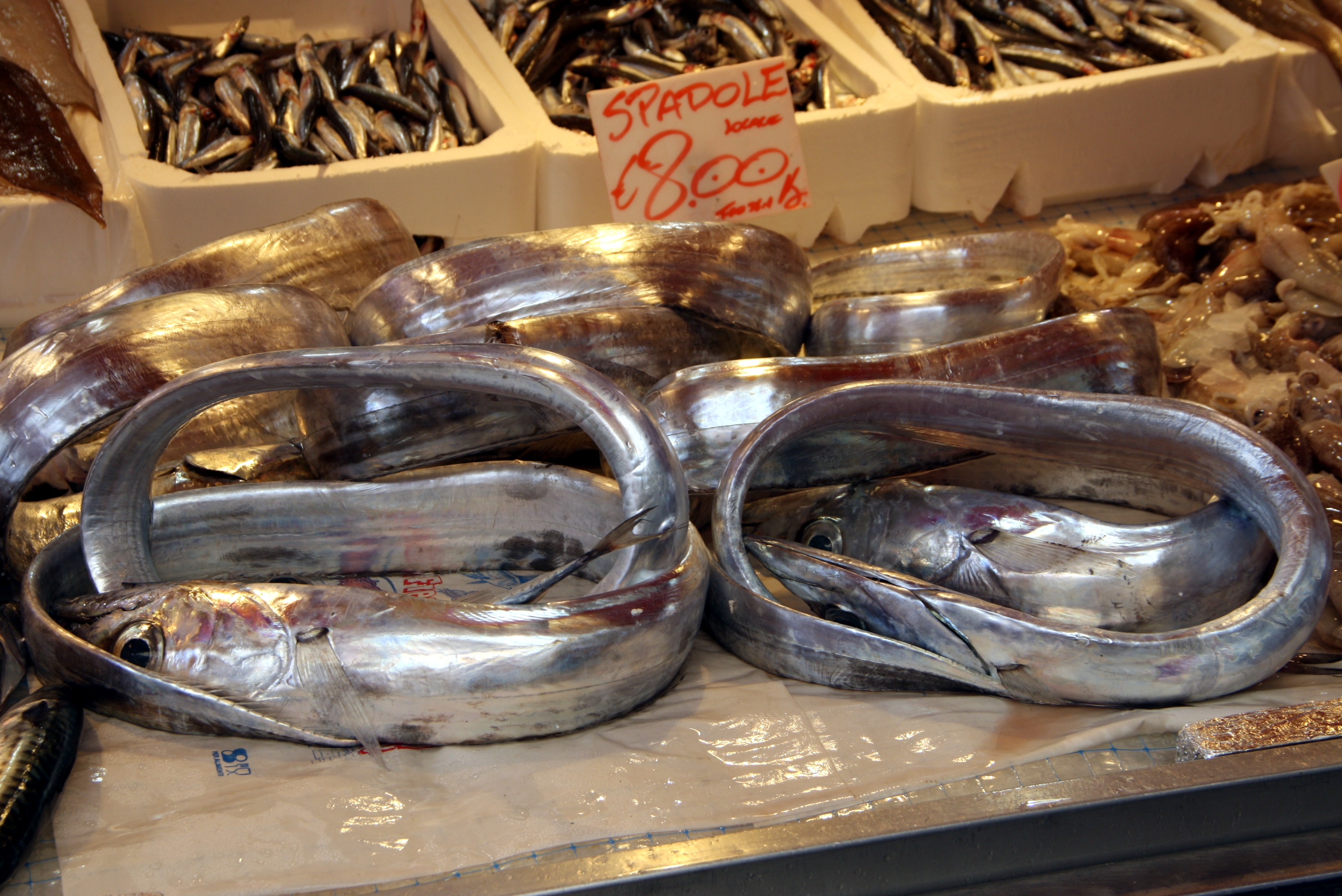
Esemplari di "Pesce sciabola" in vendita al mercato del pesce di Ortigia (Siracusa)

Questo pesce presenta un corpo allungato e compresso ai fianchi, tipicamente nastriforme. Il muso è allungato, con due mascelle provviste di denti aguzzi e robusti. La pelle è sprovvista di scaglie, per cui si rovina molto facilmente dando l'impressione che il pesce sia in cattivo stato di conservazione. La pinna dorsale inizia subito dopo la testa e termina a pochi centimetri dalla pinna caudale: nella parte iniziale è sostenuta da raggi simili ad aculei, per poi passare presto a raggi molli e sottili. Le pinne pettorali sono trapezoidali, la coda piccola e bilobata. La ventrale è formata da pochi raggi vicini alla coda. Le pinne ventrali sono ridotte a moncherini.

La livrea è argentea, più scura su capo e dorso. Le pinne sono tendenti al giallo trasparente.

Può raggiungere e superare i 200 centimetri di lunghezza, per un peso massimo di 8 kg.

## Riproduzione
Il periodo riproduttivo avviene in differenti periodi dell'anno a seconda della zona in cui vive: la deposizione avviene comunque nella stagione più calda dell'anno.

## Alimentazione
È un carnivoro molto attivo che si nutre di calamari, crostacei e pesci.

## Predatori
Il pesce sciabola è cacciato prevalentemente da otarie, squali, razze, merluzzi e altri pesci.

## Pesca
Pescato comunemente nel Mediterraneo, si pesca con reti a strascico e palangari durante tutto l'anno, ma soprattutto d'estate, quando si avvicina a riva.
Le carni sono eccellenti, versatili e con poche lische. Considerato un tempo pesce povero, oggi è protagonista di cucine stellate e piatti gourmet.